# Czy musieli zginąć...
Czy musieli zginąć... – polski film dokumentalny z 1997 w reżyserii Aliny Czerniakowskiej.
Film prezentuje sylwetki osób powstańców warszawskich. Autorka stawia w filmie pytania dotyczące powodów wybuchu powstania i heroizmu mieszkańców miasta. Dokument był prezentowany w ramach cyklu „Niedziela” z kinem − Filmy Aliny Czerniakowskiej w dniach od 5 do 12 sierpnia 2013 na portalu własnym tygodnika katolickiego "Niedziela".